# غرابفين
غرابفين (بالإنجليزية: Grapevine, Texas)‏ هي مدينة تقع في مقاطعة تارانت, مقاطعة دالاس, مقاطعة دينتون بولاية تكساس في شمال شرق الولايات المتحدة. تأسست عام 1844، تبلغ مساحة هذه المدينة 92.9 (كم²)، وترتفع عن سطح البحر 195 م، بلغ عدد سكانها 46334 نسمة في عام 2010 حسب إحصاء مكتب تعداد الولايات المتحدة وتصل الكثافة السكانية فيها 503.1 نسمة/كم2.

## أعلام
- ماري لوي غود
- آني إيلونزيه
- غريغ غارزا
- هارفي مارتن
- مكينا جريس
- ديك نولان
- نيك كورتني
- باول كوستا

## وصلات خارجية
- The US50 - Cities and Towns in Texas State